# (5300) Sats

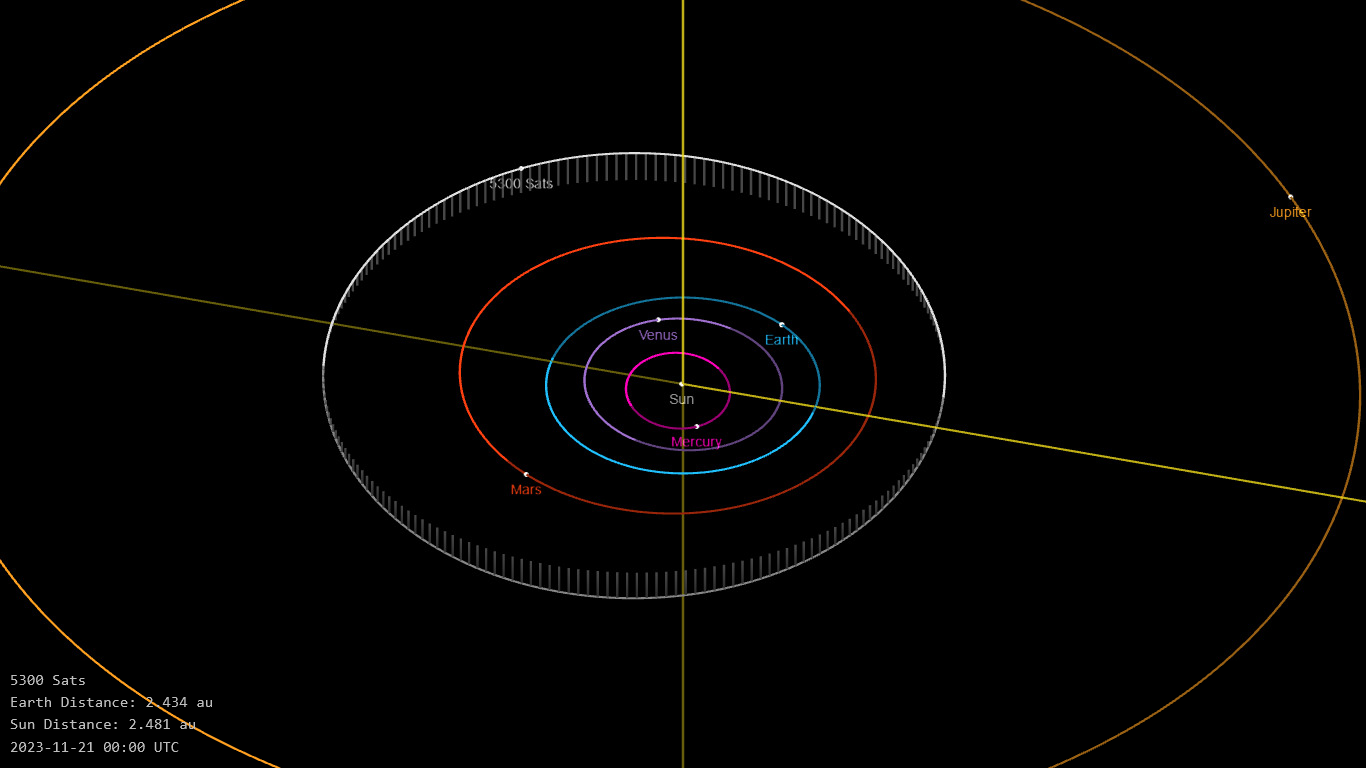
Visualisation de l'orbite de (5300) Sats

(5300) Sats est un astéroïde de la ceinture principale.

## Description
(5300) Sats est un astéroïde de la ceinture principale. Il fut découvert le 19 septembre 1974 à Nauchnyj par Lioudmila Tchernykh. Il présente une orbite caractérisée par un demi-grand axe de 2,27 UA, une excentricité de 0,16 et une inclinaison de 6,4° par rapport à l'écliptique.

## Compléments